# Cabaceiras do Paraguaçu
Cabaceiras do Paraguaçu est une municipalité brésilienne de l'État de Bahia et la microrégion de Santo Antônio de Jesus.